# برگ‌جوانه

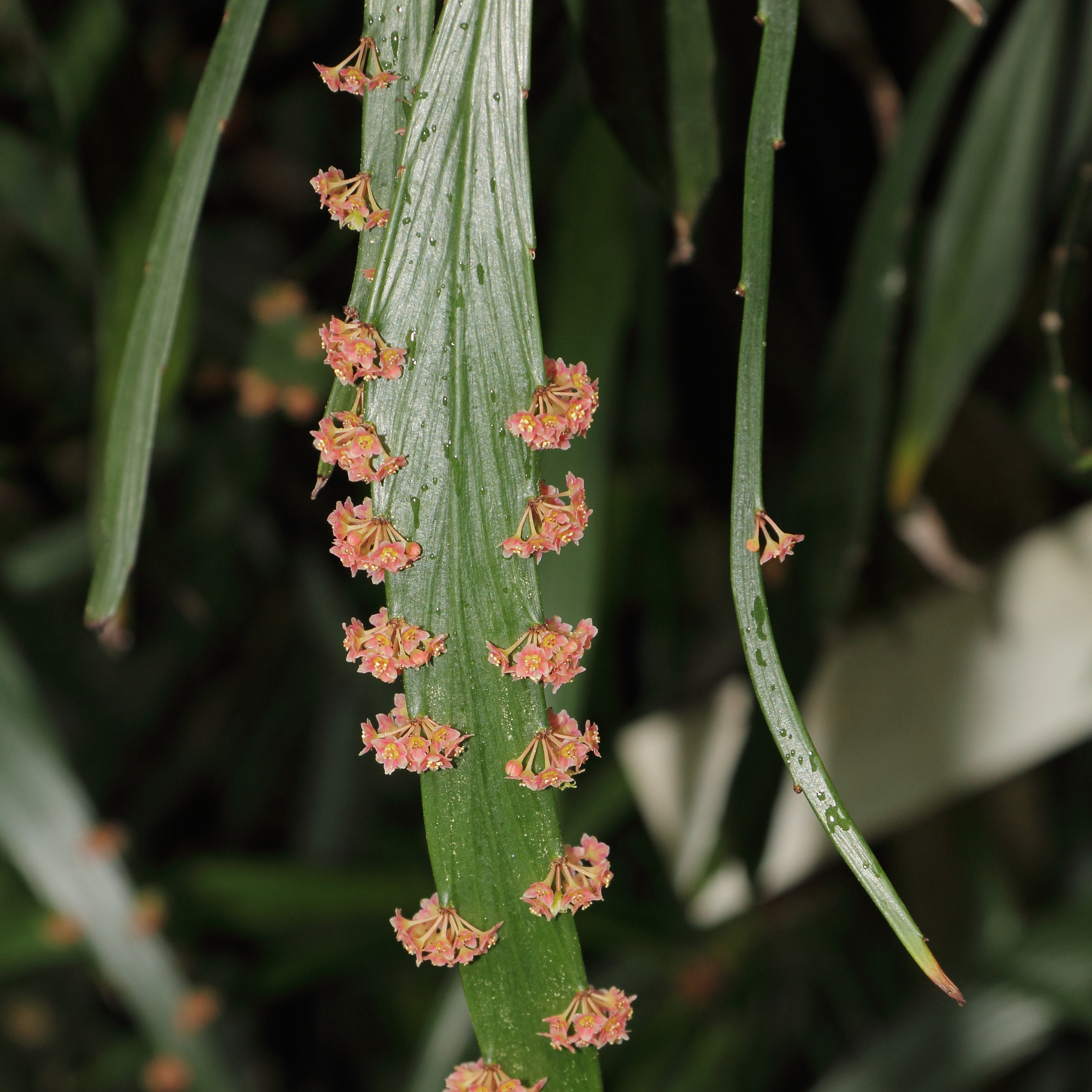
خوشه‌های گل در امتداد لبه برگ‌جوانه/کلادودهای برگ‌جوانه‌ای باریک‌برگ (Phyllanthus angustifolius)

برگ‌جوانه (انگلیسی: Phylloclade)، یا کلادود (cladode) شاخه‌های مسطح و فتوسنتزی هستند که معمولاً به‌عنوان شاخه‌های اصلاح شده در نظر گرفته می‌شوند. این دو اصطلاح توسط نویسندگان مختلف یا به‌طور متفاوت یا به‌جای یکدیگر استفاده می‌شود. برگ‌جوانه‌ای‌ها (Phyllocladus)، سرده‌ای از مخروطیان، از این ساختارها نامگذاری شده است. برگ‌جوانه‌ها در فسیل‌هایی که قدمت آن‌ها به دوران پرمین بازمی‌گردد، شناسایی شده‌اند.

## تعریف و ریخت‌شناسی
اصطلاح "برگ‌جوانه" از واژه لاتین جدید"phyllocladium" است که خود از یونانی "phyllo"، برگ و شاخه "klados" گرفته شده است. تعاریف اصطلاحات "phylloclade" و "cladode" متفاوت است. همه موافقند که آنها ساختارهای مسطح هستند که فتوسنتزی هستند و شبیه شاخه‌های برگ‌مانند هستند. در یک تعریف، برگ‌جوانه‌ها زیرمجموعه‌ای از کلادودها هستند، یعنی آنهایی که بسیار شبیه یا عملکرد برگ‌ها را انجام می‌دهند، مانند کوله‌خاس و همچنین آمله‌ها و برخی گونه‌های مارچوبه.
با یک تعریف جایگزین، کلادودها با رشد محدودشان متمایز می‌شوند و فقط یک یا دو میانگره را شامل می‌شوند. با این تعریف، برخی از ساختارهای برگ‌مانند به جای برگ‌جوانه، کلادود هستند. با این تعریف، آمله‌ها دارای برگ‌جوانه است، اما کوله‌خاس و مارچوبه دارای کلادود هستند. تعریف دیگری از "برگ‌جوانه" برای اشاره به بخشی از ساقه یا شاخه برگ‌مانند با چندین گره و میانگره و "کلادود" برای یک میانگره منفرد از یک برگ‌جوانه استفاده می‌کند.
اگرچه برگ‌جوانه‌ها معمولاً به‌عنوان شاخه‌های اصلاح شده تعبیر می‌شوند، مطالعات توسعه نشان داده‌است که آن‌ها همان‌طور که از نامشان مشخص است، حد واسط بین برگ‌ها و شاخه‌ها هستند. تحقیقات ژنتیک مولکولی این یافته‌ها را تایید کرده است. برای نمونه، هیرایاما و همکاران (۲۰۰۷) نشان داد که برگ‌جوانه کوله‌خاس "هم با شاخ‌ساره و نه با برگ همولوگ نیست، بلکه دارای هویت اندامی دوگانه است"، به این معنی که فرآیندهای شاخ‌ساره و برگ را ترکیب می‌کند.

## سازه‌های مشابه
- برگ‌های آریستات به یک نقطه سفت ختم می‌شوند که ممکن است رگبرگ اولیه برگ را ادامه دهد. این می‌تواند شبیه انتهای ساقه یک برگ‌جوانه/کلادود باشد.
- روبرگی: گل‌‎ها و میوه‌ها "روی یک برگ" رشد می‌کنند. یک ساقه و یک برگ با یکدیگر ادغام شده‌اند.[۷] برای نمونه می‌توان به تک‌برگ‌ها (Monophyllaea) در خانواده جسنریان و هلونجیا (Helwingia) در هلونجیان (Helwingiaceae) اشاره کرد.

## نگارخانه

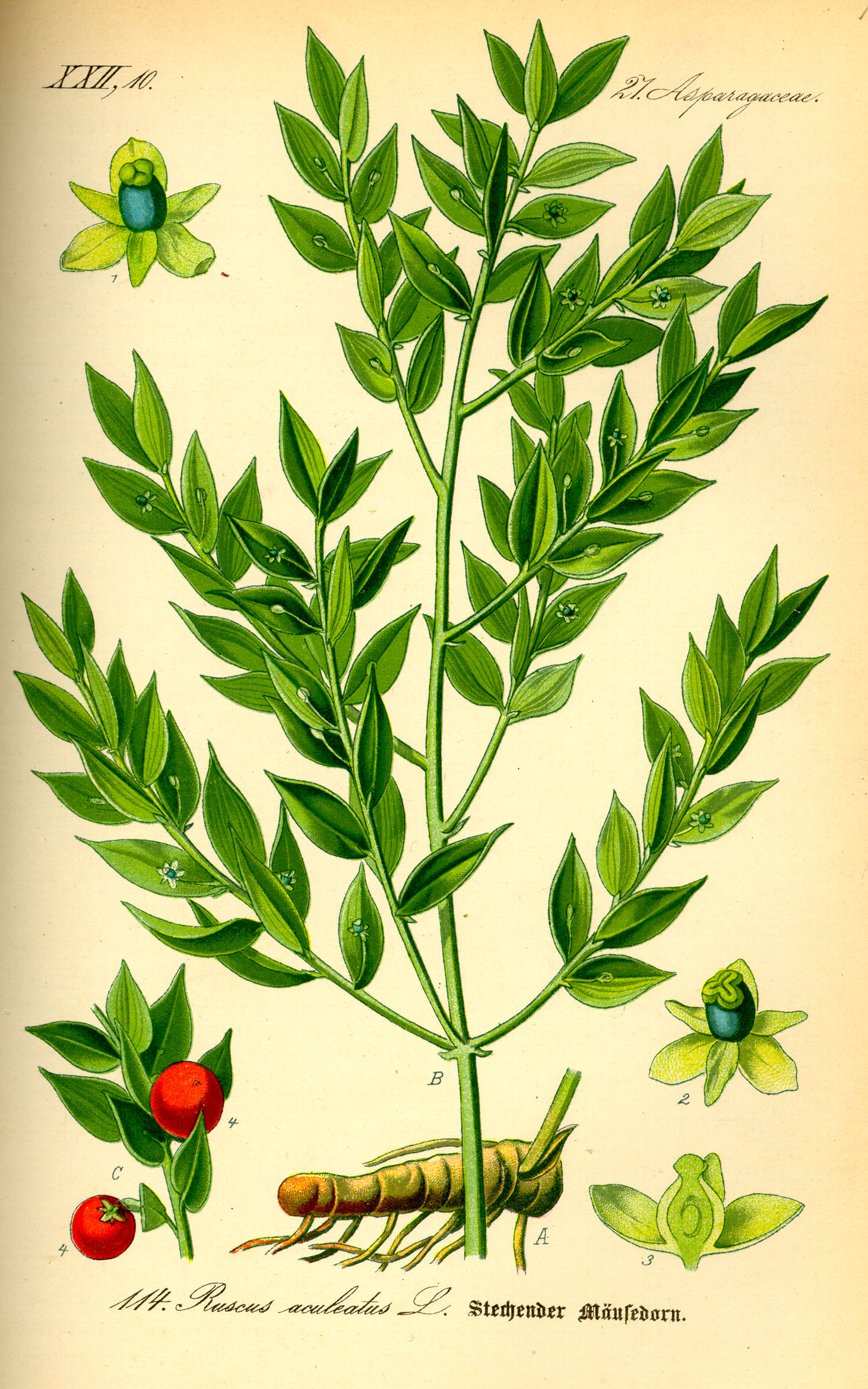
تصویر گیاه‌شناسی کوله‌خاس که برگ‌جوانه/کلادودهای برگ‌مانند را نشان می‌دهد.[نیازمند منبع]
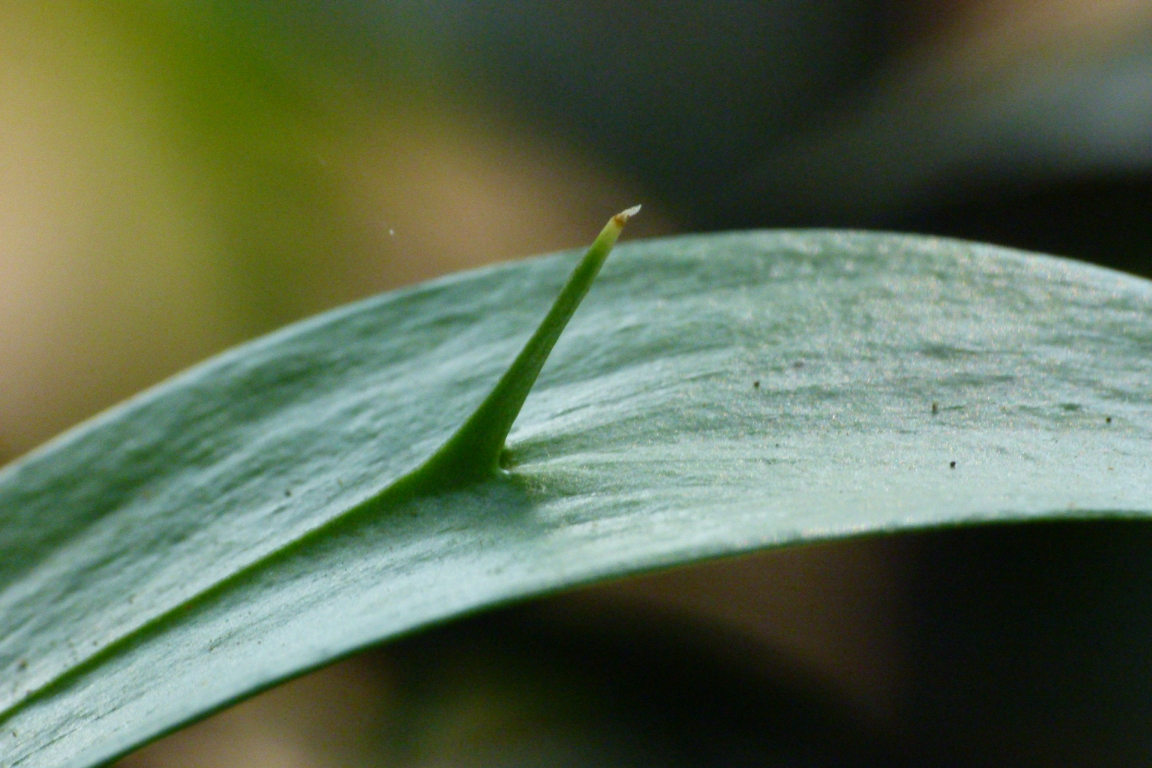
برگ‌جوانه/کلادود در کوله‌خاس، تیره‌پشت تشکیل شده توسط محور ساقه را نشان می‌دهد.
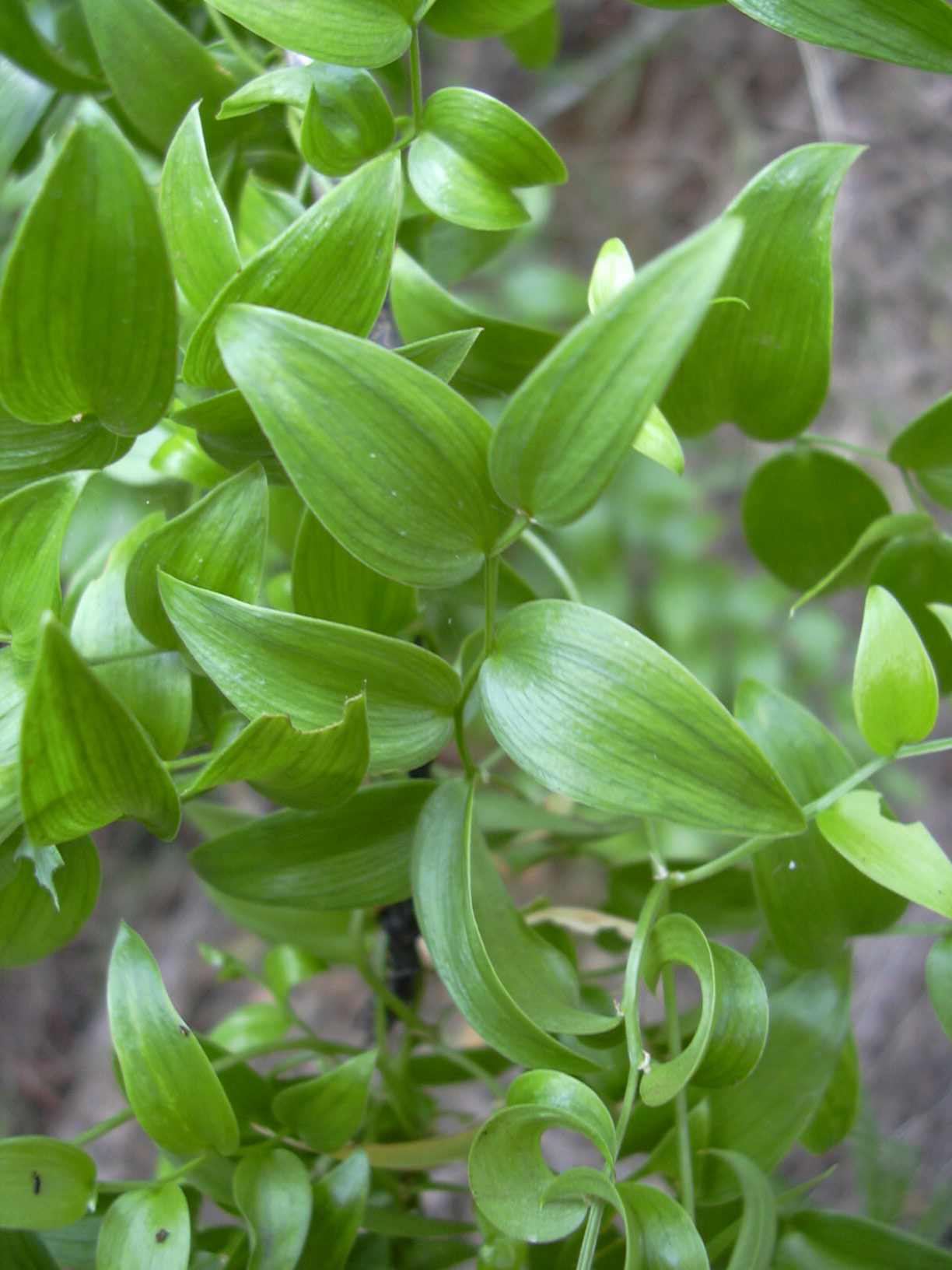
کلادودهای برگ‌مانند/برگ‌جوانه‌های مارچوبه (Asparagus asparagoides)
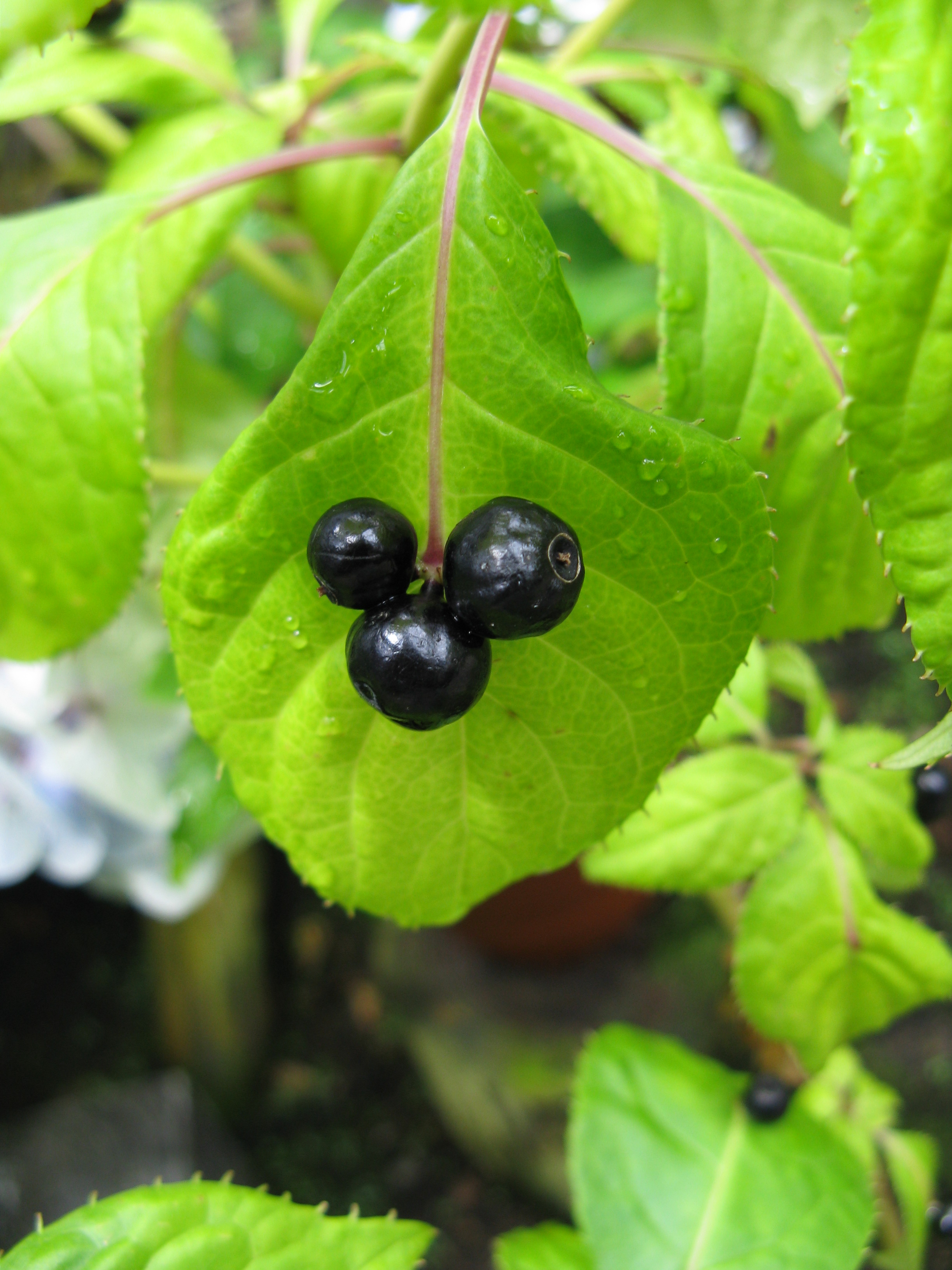
روبرگی در هلوینگیا ژاپنی (Helwingia) برای مقایسه